# 加泽尔半岛
4°37′12″S 151°57′54″E / 4.62000°S 151.96500°E
加泽尔半岛（Gazelle Peninsula）位于巴布亚新几内亚的新不列颠岛东北端，宽约80公里，向南逐渐变窄，西南通过宽约32公里的地峡与新不列颠岛的主体部分相连。最高点为中部拜宁山脉中的锡内维特山（海拔2438米）。半岛北端附近的辛普森港是南天平洋最好的天然良港之一。该地区火山活动活跃，故土地非常肥沃。1994年塔乌鲁火山的喷发曾对拉包尔及其周边地区造成巨大破坏。加泽尔半岛是整个新不列颠岛人口最为稠密的地区，早在19世纪德国人就在此设立定居点。沿岸多椰子和可可种植园，产品通过拉包尔、科科波及凯拉瓦特输出。各居民点之间有二级公路相通。